# Florentyna
Florentyna – żeński odpowiednik imienia Florentyn. Patronką tego imienia jest św. Florentyna z Kartageny, siostra św. Izydora i św. Leandra z Sewilli.
Florentyna imieniny obchodzi: 20 czerwca i 16 października.

## Kobiety o imieniu Florentyna
- Florentyna Flak – polska lekkoatletka
- Florentyna Golańska – polska aktorka teatralna
- Florentyna Golec – polska aktorka i działaczka oświatowa
- Florentyna Luboińska – polska pielęgniarka
- Florentyna Madejewska – żołnierz Armii Krajowej
- Florentyna Pojdowa – polska działaczka społeczna
- Florentyna Rzemieniuk – polska historyk
- Florentyna Włoszkowa – polska nauczycielka
- Florentyna z Kartageny – hiszpańska zakonnica